# The Great Movies

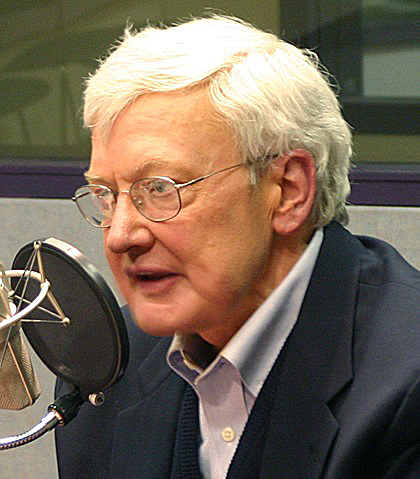
L'un des cadeaux qu'un cinéphile puisse offrir à un autre est le titre d'un film merveilleux qu'il n'a pas encore découvert. Voici plus de 300 révisions et appréciations de films d'un passé lointain à un passé récent, tous des films que je considère dignes d'être qualifiés de "grands". - Roger Ebert.

The Great Movies est le nom de plusieurs publications, en ligne ou sur papier, rédigées par le critique de cinéma Roger Ebert. L'objectif est, selon Ebert, de « faire le tour des monuments du premier siècle du cinéma ».
The Great Movies est publié en quatre volumes :
- (en) The Great Movies, Three Rivers Press, novembre 2003, 544 p. (ISBN 978-0767910385).
- (en) The Great Movies II, Three Rivers Press, février 2006, 517 p. (ISBN 978-0767919869).
- (en) The Great Movies III, octobre 2011, 440 p. (ISBN 978-0226182094).
- (en) The Great Movies IV, University of Chicago Press, septembre 2016, 288 p. (ISBN 978-0226403984).

## Films
Roger Ebert a recommandé 395 films ou sagas comme Great Movies,,. En voici la liste, par ordre du classement de Roger Ebert :
1. Casablanca
2. Vivre
3. Sueurs froides
4. Quatre Garçons dans le vent
5. Les Vacances de monsieur Hulot
6. La Nuit du chasseur
7. Le Troisième Homme
8. Le Magicien d'Oz
9. La dolce vita
10. L'avventura
11. La Passion de Jeanne d'Arc
12. Le Parrain
13. 2001, l'Odyssée de l'espace
14. Herbes flottantes
15. La Randonnée
16. Tous les autres s'appellent Ali
17. L'Ange exterminateur
18. Bienvenue, mister Chance
19. Le Mécano de la « General »
20. Le Samouraï
21. Le Grand Sommeil
22. Pickpocket
23. La Fièvre au corps
24. M le maudit
25. Les Enchaînés
26. E.T., l'extra-terrestre
27. Nosferatu le vampire
28. Le Grand Chantage
29. La Poursuite infernale
30. Gates of Heaven
31. Un cœur pris au piège
32. Les Moissons du ciel
33. Les Lumières de la ville
34. La Nuit américaine
35. Une femme sous influence
36. Écrit sur du vent
37. La Femme des sables
38. Sur les ailes de la danse
39. La Rivière rouge
40. Metropolis
41. Les Ailes du désir
42. Loulou
43. Raging Bull
44. Citizen Kane
45. Détour
46. Autant en emporte le vent
47. La Glorieuse Parade
48. Le Cuirassé Potemkine
49. Pique-nique à Hanging Rock
50. Bonnie et Clyde
51. Les Nuits de Cabiria
52. La Soif du mal
53. Haute Pègre
54. Up Series
55. Blow-Up
56. Pinocchio
57. Psychose
58. Assurance sur la mort
59. La vie est belle
60. La Fiancée de Frankenstein
61. Goldfinger
62. Chantons sous la pluie
63. La Fièvre du samedi soir
64. Le Voleur de bicyclette
65. Sur les quais
66. Aguirre, la colère de Dieu
67. Le Pont de la rivière Kwaï
68. Le Voyeur
69. L'Année dernière à Marienbad
70. My Dinner with Andre
71. Boulevard du crépuscule
72. Star Wars
73. Docteur Folamour
74. Belle de jour
75. Les Quatre Cents Coups
76. Les Grandes Espérances
77. Yellow Submarine
78. Dracula
79. La Grande Illusion
80. Les Évadés
81. Engrenages
82. John McCabe
83. Le Salon de musique
84. Apocalypse Now
85. Les Rapaces
86. La Belle et la Bête
87. Certains l'aiment chaud
88. Le Lys brisé
89. Chinatown
90. Fenêtre sur cour
91. Le Dernier des hommes
92. Le Tombeau des lucioles
93. Le Décalogue
94. Un chien andalou
95. Le Septième Sceau
96. Les Aventuriers de l'arche perdue
97. Orphée
98. Huit et demi
99. Ève
100. Le Charme discret de la bourgeoisie
101. La Soupe au canard
102. Les Producteurs
103. Nashville
104. Les Dents de la mer
105. L'Homme des vallées perdues
106. Roméo et Juliette
107. Ran
108. L'Atalante
109. Network : Main basse sur la télévision
110. Un ticket pour deux
111. Plus fort que le diable
112. Mines de rien
113. Christmas Story
114. Persona
115. Spinal Tap
116. Conversation secrète
117. Le Silence des agneaux
118. La Complainte du sentier
119. L'Invaincu
120. Le Monde d'Apu
121. Manhattan
122. Vivre sa vie
123. Fargo
124. Le Faucon maltais
125. Do the Right Thing
126. Pulp Fiction
127. La Liste de Schindler
128. Hoop Dreams
129. La Garçonnière
130. Juliette des esprits
131. Les Sept Samouraïs
132. Lawrence d'Arabie
133. Blanche-Neige et les Sept Nains
134. Apportez-moi la tête d'Alfredo Garcia
135. Madame de...
136. La Prisonnière du désert
137. Conte d'hiver
138. Mon voisin Totoro
139. Les Enfants du paradis
140. Laura
141. King Kong
142. Un monde pour nous
143. La Chute de la maison Usher
144. L'Étoffe des héros
145. Patton
146. Les Raisins de la colère
147. Amadeus
148. Umberto D.
149. JFK
150. Annie Hall
151. Rashōmon
152. De sang-froid
153. L'Arnaqueur
154. La Ballade de Bruno
155. Impitoyable
156. Au feu, les pompiers !
157. Cris et Chuchotements
158. Du rififi chez les hommes
159. Noblesse oblige
160. Douze Hommes en colère
161. La Horde sauvage
162. Ne vous retournez pas
163. Colonel Blimp
164. Le Garage infernal
165. La Maison démontable
166. Ce crétin de Malec
167. Malec champion de golf
168. La Voisine de Malec
169. L'Épouvantail
170. Malec chez les fantômes
171. Malec champion de tir
172. Malec l'insaisissable
173. Frigo fregoli
174. Frigo capitaine au long cours
175. Malec chez les Indiens
176. Frigo déménageur
177. Le Neuvième Mari d'Eléonore
178. Le Forgeron du village
179. Frigo l'esquimau
180. Frigo à l'Electric Hotel
181. Grandeur et Décadence
182. Malec aéronaute
183. Frigo et la Baleine
184. Les Trois Âges
185. Les Lois de l'hospitalité
186. Sherlock Junior
187. La Croisière du Navigator
188. Les Fiancées en folie
189. Ma vache et moi
190. Le Dernier Round
191. Sportif par amour
192. Cadet d'eau douce
193. L'Opérateur
194. Le Figurant
195. Les Affranchis
196. Paris, Texas
197. L'Introuvable
198. Le Cerf-volant bleu
199. Solaris
200. Vol au-dessus d'un nid de coucou
201. Trois Couleurs
202. Cinq Pièces faciles
203. Naissance d'une nation
204. Épouses et Concubines
205. Bob le flambeur
206. Mon oncle
207. Éclair de lune
208. L'Année du soleil calme
209. À bout de souffle
210. Le Bon, la Brute et le Truand
211. Les Aventures de Robin des Bois
212. Santa Sangre
213. Le Guépard
214. Scarface
215. Le Trésor de la Sierra Madre
216. Alien
217. Voyage à Tokyo
218. Le Boucher
219. Un crime dans la tête
220. Mean Streets
221. L'Inconnu du Nord-Express
222. Taxi Driver
223. Amarcord
224. L'Homme qui rit
225. Touchez pas au grisbi
226. West Side Story
227. La Règle du jeu
228. L'Évangile selon saint Matthieu
229. Au hasard Balthazar
230. La Couleur pourpre
231. L'Aurore
232. Leaving Las Vegas
233. Les Contes de la lune vague après la pluie
234. La Victime
235. The Big Heat
236. Jules et Jim
237. La Dernière Séance
238. La Griffe du passé
239. El Norte
240. Le Dernier Tango à Paris
241. Playtime
242. Pixote, la loi du plus faible
243. Trois Femmes
244. La Bataille d'Alger
245. Easy Rider
246. A Woman's Tale
247. Au-delà de la gloire
248. Fanny et Alexandre
249. Le Fantôme de l'Opéra
250. Les Chaussons rouges
251. L'Impératrice rouge
252. Un jour sans fin
253. Printemps tardif
254. Les Sentiers de la gloire
255. La mort sera si douce
256. Tous en scène
257. Le Garde du corps
258. Le Mariage de Maria Braun
259. Faust, une légende allemande
260. Woodstock
261. Retour à Howards End
262. La Fureur de vivre
263. Monte là-dessus !
264. La Terroriste
265. Léolo
266. Le Temps de l'innocence
267. Fitzcarraldo
268. Crimes et Délits
269. Nanouk l'Esquimau
270. Gens de Dublin
271. Le Danseur du dessus
272. Dark City
273. Crumb
274. Atlantic City
275. Jeux interdits
276. My Fair Lady
277. Faut savoir ce qu'on veut
278. One Froggy Evening
279. Quel opéra, docteur ?
280. Procès de singe
281. Le Fleuve
282. Rébellion
283. La Féline
284. La Fugue
285. Ripley's Game
286. Le Privé
287. Au revoir les enfants
288. L'Armée des ombres
289. Falstaff
290. Shining
291. Cabiria
292. Moolaadé
293. Wilhelm Reich : Les Mystères de l'organisme
294. Killer of Sheep
295. Le Gouffre aux chimères
296. Le Labyrinthe de Pan
297. Les Harmonies Werckmeister
298. Babel
299. Le Dictateur
300. El topo
301. L'Intendant Sansho
302. Blade Runner
303. L'Énigme de Kaspar Hauser
304. Les Communiants
305. Mishima
306. Les Plus Belles Années de notre vie
307. Diva
308. La vengeance est à moi
309. La Parole
310. Johnny Guitare
311. Mon homme Godfrey
312. Rocco et ses frères
313. Le Triomphe de la volonté
314. Luke la main froide
315. À travers le miroir
316. Un après-midi de chien
317. Mephisto
318. L.A. Confidential
319. Adaptation
320. Le Parrain, 2e partie
321. Baraka
322. La Dernière Tentation du Christ
323. The Last Show
324. Magnolia
325. Le Silence
326. Mon oncle Antoine
327. After Hours
328. Secrets et Mensonges
329. Waking Life
330. La Double Vie de Véronique
331. Exotica
332. Withnail et moi
333. La Belle Noiseuse
334. Le Voleur de Bagdad
335. Le Cabinet du docteur Caligari
336. Tendre Bonheur
337. L'Homme à la caméra
338. Rio Bravo
339. Âmes à vendre
340. Le Violent
341. Printemps, été, automne, hiver… et printemps
342. Barry Lyndon
343. The Grey Zone
344. Richard III
345. Léon Morin, prêtre
346. Mon oncle d'Amérique
347. La Vingt-cinquième Heure
348. Eternal Sunshine of the Spotless Mind
349. Caché
350. Le Mari de la coiffeuse
351. Place aux jeunes
352. The Wall
353. The Big Lebowski
354. Viridiana
355. Requiem pour un massacre
356. Le Fils unique
357. Mystery Train
358. Lost in Translation
359. Le Cirque
360. Superman
361. Barberousse
362. Shoah
363. Senso
364. Cœur de verre
365. Journal d'un curé de campagne
366. Fleur pâle
367. Le Goût du saké
368. La Balade sauvage
369. A.I. Intelligence artificielle
370. Seven
371. La Chevauchée fantastique
372. La Fille aux allumettes
373. Nosferatu, fantôme de la nuit
374. L'Ombre d'un doute
375. Un condamné à mort s'est échappé
376. Departures
377. Contact
378. L'Homme qui tua Liberty Valance
379. L'Ultime Razzia
380. Ivan le Terrible
381. Sourires d'une nuit d'été
382. Hara-kiri
383. Le Journal d'une fille perdue
384. La Cérémonie
385. La Collectionneuse
386. French Cancan
387. The Pledge
388. Le Voyage de Chihiro
389. Cléo de 5 à 7
390. La Vie d'O'Haru femme galante
391. Mulholland Drive
392. L'Esprit de la ruche
393. Le Secret de Veronika Voss
394. Monsieur Hire
395. La Ballade de Narayama